# Västra Hamnen
Västra Hamnen (Zweeds voor "westelijke haven") is een deelgebied (Delområde) in het stadsdeel Centrum van de Zweedse stad Malmö. De wijk telde in april van 2013 in totaal 6220 inwoners en is de eerste CO2-neutrale wijk van Europa. In Västra Hamnen staat het hoogste gebouw van Zweden, Turning Torso.

## Geschiedenis
De wijk Västra Hamnen is grotendeels opgespoten tussen 1800 en 1980. Dit land werd opgespoten om de haven te vergroten. Lange tijd was er in Västra Hamnen een grote scheepsbouwer gevestigd. Deze scheepsbouwer, Kockums, was in de jaren 50 en 60 van de twintigste eeuw met ongeveer 6000 werknemers een van de grootste scheepswerven ter wereld. Door de oliecrises ging het slecht met de scheepswerf en uiteindelijk sloot de scheepswerf in 1986.
In 2001 werd de Europese huizenmarkttentoonstelling BoO1 in Västra Hamnen gehouden. Hierbij werd geprobeerd om een dichtbevolkte en duurzame wijk te bouwen. In 2003 had Västra Hamnen 559 woningen. De wijk is de eerste CO2-neutrale wijk van Europa. Alle energie in Västra Hamnen wordt opgewekt door windenergie, zonne-energie en waterenergie. Ook is de wijk autovrij, maar er rijden wel bussen. In Västra Hamnen wordt water, dat in de zomer wordt gewonnen, 70 meter diep opgeslagen om huizen in de winter mee te verwarmen en om vervolgens de huizen in de zomer te koelen.